# Fire Emblem: Three Houses
Fire Emblem: Three Houses (яп. ファイアーエムブレム 風花雪月 Фаиа:эмубурэму фукасэцугэцу) — видеоигра в жанре тактической ролевой игры, разработанная компаниями Intelligent Systems и Koei Tecmo и изданная Nintendo на консоли Nintendo Switch 26 июля 2019 года. Игра является шестнадцатой частью в серии игр Fire Emblem и первой из изданных для домашних консолей со времён Fire Emblem: Radiant Dawn, выпущенной в 2007 году.
События Three Houses происходят на континенте Фодлан, разделённом между тремя правящими сверхдержавами, которые сосуществуют в мире. Общим для этих наций является монастырь Каррег Мах, в котором находится церковное руководство мира, а также школа офицеров, в которой обучаются студенты каждой из стран. Игрок принимает на себя роль Байлета, бывшего наёмника с загадочным прошлым, который становится профессором в академии. Игрок должен выбрать один из классов, которым он будет руководить и вести учеников в серию битв. Игровой процесс Three Houses состоит из тактических сражений, аналогичных предыдущим частям серии, а также элементов социального симулятора и тайм-менеджмента.
Создание игры было непростым для Intelligent Systems, которая впоследствии считала главным фактором успеха и факт выпуска по графику, партнёрство с компанией Koei Tecmo, с которой компания сотрудничала в проекте Fire Emblem Warriors. Созданием дизайна персонажей и иллюстраций занималась Тинацу Курахана. Разработчики хотели, чтобы у дебюта серии на домашних консолях высокого разрешения были какие-то абсолютно новые черты, благодаря чему в игре появились игровые механики со школьной жизнью и вылазками для сражений. Школьная система в игре и возможность пропуска времени были вдохновлены четвёртой частью серии, Fire Emblem: Genealogy of the Holy War.
После выхода игра получила признание от игровой прессы. Рецензенты хвалили интеграцию школьных активностей и механик управления батальонами, повествование, персонажей, звуковое сопровождение и реиграбельность. К минусам, обозреватели отнесли меньшую сложность игры по сравнению с предыдущими частями серии, а также некоторые визуальные и технические проблемы. Игра победила в номинациях «Лучшая стратегическая игра» и «Выбор игроков» на церемонии The Game Awards в 2019 году. На март 2020 года было продано 2,87 миллиона экземпляров игры, что сделало Three Houses самой продаваемой частью серии Fire Emblem.

## Игровой процесс
Fire Emblem: Three Houses является тактической ролевой игрой, в которой игрок управляет персонажем по имени Байлет (яп. ベレト (Бэрэто (мужской пол), яп. ベレス (Бэрэсу (женский пол)), чей пол выбирается в начале игры (имя также можно выбрать самому). Во время первой миссии, персонажа игрока просят стать преподавателем в монастыре Каррег Мах, который служит центральной локацией для различных активностей в игре. Выбор определённого класса для обучения влияет на развитие сюжета. Доступное игроку время делится на обязательные сражения, которые развивают повествование и периоды нахождения в Каррег Мах, когда игрок может взаимодействовать со студентами и другими преподавателями. В то время как в первой половине, игра фокусируется на школьной системе, во второй части повествование идёт спустя пять лет и основное время занимают сражения за сторону, которую игрок выбрал в первой половине.
В периоды между обязательными битвами по сюжету, у игрока имеется в распоряжении несколько дней, отмеченных в календаре, которые можно использовать на различные внутриигровые активности, такие как от проведения уроков и полевых заданий до посадки семян в оранжерее и рыбалки в пруду. У игрока также есть свободное время, которое он может потратить на социальное взаимодействие со студентами для выстраивания отношений, которые образуются при использовании действия поддержки и совершении определённых выборов в диалоге меняющих уровень поддержки персонажа собеседником. Если отношения достаточно крепки, то во второй части игры, по сюжету может произойти обручение.
Улучшая определённые атрибуты персонажа через совершение действий в битвах и во время нахождения в монастыре, игрок может рекрутировать студентов из других фракций, а также других персонажей. Каждое действие, произведённое в стенах академии, стоит фиксированное количество очков времени, которые восполняются каждый игровой день, однако их количество меньше, чем активностей на которые их можно тратить. Игрок должен выбирать какие из событий он собирается активировать, вследствие чего утрачивая доступ к другим.
Также как и предыдущие части серии Fire Emblem, Three Houses использует пошаговую боевую систему. Игрок управляет несколькими персонажами, которые двигаются по сетке поля боя. Когда происходит столкновение с противником, перспектива игры переключается с вида сверху на вид от третьего лица. В Three Houses появилась новая для серии функция использования батальонов: особой пехоты, которая может оказывать поддержку выбранному персонажу. Батальоны обладают пассивными способностями, которые дают улучшения ведущему персонажу, а также могут выполнять специальные действия, называемые «гамбитами», функциональность которых разнится от лечения нескольких персонажей до оглушения сильных противников. Игрок также может приблизить перспективу поля битвы для оценки состояния отдельных батальонов. Как и в предыдущих играх, в Three Houses есть как «Классический» режим, где павшие воины погибают, без возможности воскрешения, так и «Казуальный» режим, в котором проигравшие персонажи восстанавливаются после успешного завершения битвы. Со временем у игрока появляется возможность отмотать назад определённое количество совершённых ходов в битве используя способность «Божественный пульс».
Каждый персонаж обладает изначальным классом умений, которые могут быть изменены: игрок может обучить их дополнительным навыкам. Изменения классов доступны после того, как студент во время сегментов со школьными активностями проходит сертификационный экзамен, шансы сдать который выше для персонажей обладающих более высоким уровнем атрибутов, необходимых для соответствующего экзамена. Перед началом очередной учебной недели, игрок может выбрать индивидуальный учебный план для повышения атрибутов определённого персонажа, отправить двух студентов на выполнение групповых поручений, что улучшит их взаимопомощь или просто прочитать лекцию всему классу, используя функцию автоматического обучения. Вместо «треугольника оружия», в котором персонаж владеющий одним типом оружия имеет преимущество над вторым, но при этом уязвим для третьего, использовавшегося в предыдущих играх серии, в Three Houses различные персонажи обладают навыками использования оружия, называемые «Боевыми искусствами», которым они могут обучаться во время школьных занятий. У вооружения есть запас прочности, после исчерпания которого, эффективность оружия деградирует и оно начинает наносить меньший урон. Боевые искусства изучаются благодаря постоянному использованию определённого типа оружия персонажем. Данные навыки наносят больший урон, чем стандартные атаки, однако при их использовании, оружие намного быстрее приходит в негодность.

## Сюжет
За 20 лет до событий в игре, у легендарного рыцаря Джеральта и его супруги Ситри появился на свет первенец, которого нарекли Байлетом. За всю свою жизнь, ребёнок ни разу не плакал и не смеялся.
Однажды, по прошествии лет, Байлет и Джеральт спасают трёх молодых дворян: Эдельгарду, Дмитрия и Клода из засады бандитов, произведя на них большое впечатление. Во время атаки, протагониста спасает загадочная девочка Сотис, которая остаётся внутри героя. Джеральта и Байлета вызывают в монастырь Каррег Мах, дом церкви Сейроса, доминирующей религии Фодлана. Джеральт неохотно присоединяется к военному подразделению Церкви, Рыцарям Сейроса, а Байлет становится профессором Академии Офицеров монастыря. Джеральт в частном порядке предостерегает Байлета не доверять архиепископу Церкви, Реи. Затем Байлету предоставляется выбор возглавить один из трёх домов академии: «Чёрные орлы», «Синие львы» или «Золотые олени», в каждом из которых проживают студенты из Империи, Королевства и Альянса соответственно.
Байлет принимает на себя обязанности учителя в выбранном им доме, обучая своих учеников и ведя их в битвах от имени рыцарей Сейроса. Байлет и студенты обнаруживают пугающие намёки на природу реликвий и огненных меток, такие как превращение похитителя реликвий в монстра. В монастырь и церковь вмешиваются различные заговоры: воины в масках называют Императора Пламени и Рыцаря Смерти, западную ветвь Церкви, и враждебный культ, известный как «скользящие в темноте». Байлет препятствует попытке украсть мощную реликвию Героя, Меч Создателя. Неожиданно Меч активируется, когда Байлет держит его, и Реа позволяет протагонисту оставить его себе.
Джеральта убивает агент «скользящих в темноте». Держа умирающего отца на руках, Байлет впервые в жизни плачет. Читая дневник Джеральта, Байлет обнаруживает, что Джеральт сбежал из церкви из-за планов Реи относительно Байлета, когда родился протагонист. «Сотис» в Байлете — изначальный Бог-Прародитель, имплантированный Реей в Байлета в младенчестве, чтобы Сотис возродилась заново. Байлет преследует культистов, ответственных за смерть Джеральта. Магическая атака одного из их лидеров вынуждает Сотис слиться с Байлетом, что позволяет им выжить и победить членов культа с помощью недавно усиленного Меча Создателя. Реа делает тщетную попытку разбудить Сотис в Байлете, но Император Пламени атакует церемонию вместе с союзниками из Империи Адрестиан. Императором Пламени оказывается Эдельгарда, которая, как и Байлет, носит знак пламени; она обвиняет Церковь в коррупции. Если Байлет встанет на сторону Эдельгарды, то он поможет ей возглавить нападение на Каррег Мах. Если протагонист встанет на сторону Реи, Дмитрия или Клода, то они помогут защитить монастырь; Также выясняется, что Реа — дракон. Независимо от выбранной стороны, Байлет теряет сознание в конце битвы и просыпается пятью годами позже, обнаруживая, что Фодлан погрузился в войну, когда Империя, Королевство, Альянс и Церковь сражаются друг с другом. Затем маршруты расходятся.

#### Путь «Золотых оленей»
Байлет воссоединяется с Клодом, и они объединяют своих учеников и остатки церкви, чтобы выступить против Империи. Собирая союзников и поддержку, Байлет и Клод вторгаются в Империю. Когда они противостоят Императрице Эдельгарде и её войскам, также прибывает армия Королевства во главе с Дмитрием, что приводит к масштабному сражению. Эдельгарда вынуждена отступить, а Дмитрий убит. Байлет и Клод продвигаются к стратегическому форту Империи и получают помощь от иностранного государства Алимра.
Клод признаёт, что тайно установил отношения с Альмирой, и заявляет о своём желании открыть границы Фодлана для внешнего мира и положить конец изоляционизму континента. Байлет и Клод атакуют столицу Империи, где они побеждают и убивают Эдельгарду. Байлет и Клод узнают, что «те, кто скользит в темноте», тысячелетие назад манипулировали как нынешней войной, так и исходной войной. Армия Клода побеждает культ в их секретном подземном городе Шамбале. Их лидер пытается уничтожить их потоком ракет, но Реа перехватывает ракеты в форме дракона. Тем временем Немезида пробуждается культом из гробницы; он и его Десять Элитов были отрядом воров, которые забрали власть у Сотис и её драконьих сородичей после того, как они были убиты культом в древние времена. Эта сила была источником знаков огня у дворян. Байлет и Клод уничтожают Немезиду и его армию нежити. После этого Фодлан объединяется под властью Байлета и Клода, поскольку они открывают его границы и начинают отношения с другими странами.

#### Путь «Синих львов»
Байлет воссоединяется с Дмитрием, который был изгнан из Королевства из-за переворота со стороны проимперской знати. Дмитрий стал озлобленным, разочарованным и нестабильным, поскольку его преследуют видения его умершей семьи, и его заставляют убить Эдельгарду любой ценой. Ученики Байлета и остатки Церкви объединяются с Дмитрием, несмотря на его непостоянное поведение. В конце концов, Дмитрий вынуждает начать масштабную битву между своей армией, Империей и Альянсом, что приводит к тяжёлым потерям со всех сторон. Один из доверенных вассалов Дмитрия жертвует собой, чтобы защитить его от убийцы, что в сочетании с руководством Байлета заставляет Дмитрия отказаться от своего желания мести. После защиты своих земель Дмитрий спасает Клода от имперских сил. Клод распускает Альянс и уступает свои земли Дмитрию, прежде чем покинуть Фодлан. Затем Дмитрий отправляется в саму столицу Империи. Желая помириться с Эдельгардой, Дмитрий устраивает с ней встречу и предлагает им объединить усилия для реализации своих целей; Эдельгарда отказывается. Дмитрий может победить Эдельгарду и снова предлагает ей милость, но вынужден убить её, когда она пытается напасть на него. После этого Фодлан объединяется под властью Королевства с Дмитрием в качестве его правителя, а Байлет становится новым архиепископом Церкви, когда Реа уходит с должности.

#### Путь «Чёрных орлов»
Если Байлет встанет на сторону Эдельгарды на этом пути, они воссоединятся со своими учениками и обнаружат, что Королевство заключило союз с Церковью, в то время как Альянс номинально остаётся нейтральным. Эдельгарда и Байлет атакуют и захватывают столицу Альянса и выводят Клода из войны, либо убив, либо изгнав его. Затем они продвигаются в Королевство, взяв жизненно важную крепость. В отместку за вмешательство Эдельгарды в их планы, «те, кто скользит в темноте», устраивают разрушение крепости. Эдельгарда хранит правду в секрете и сообщает остальным, что крепость была разрушена церковным оружием. Эдельгарда продолжает вести свои армии к столице Королевства. Дмитрий встречает Эдельгарду в битве, но терпит поражение и умирает. Армия Королевства разбита, и Реа отступает в столицу Королевства со своими рыцарями. В своём безумии Реа поджигает город, заставляя Эдельгарду атаковать, чтобы остановить её. Байлет и Эдельгарда могут убить Рею. Байлет почти умирает, но Камень гребня Сотис, заключённый в его сердце, растворяется, оживляя протагониста. После этого Эдельгарда объединяет весь Фодлан под властью Империи и упраздняет как церковь, так и дворянство.
Если Байлет встанет на сторону Реи, сценарий, аналогичный маршруту Золотого Оленя, разыграется с Байлетом в союзе с остатками Церкви и учениками Чёрного Орла против Империи. После победы над Эдельгардой в столице Империи и «теми, кто скользит в темноте» в Шамбале, Байлет узнаёт всю правду о своём происхождении от Реи, а затем вынужден победить её после того, как она становится безумной из-за ран, полученных в Шамбале. Впоследствии Фодлан объединяется под властью Церкви, и Байлет становится её новым лидером.

#### Путь «Пепельных волков» (загружаемый контент)
Байлет преследует незваного гостя в скрытом подземном комплексе «Бездна» и обнаруживает там секретный дом под названием «Пепельные волки», лидером которого является Юрий. Изначально Пепельные волки были под защитой из-за тайного перемирия, однако впоследствии, наёмники начали совершать набеги на Бездну. Байлет и студенты соглашаются помочь защитить комплекс. Элфрик, представитель Церкви в Бездне, предупреждает Байлета, что фракции внутри Церкви хотели бы, чтобы Бездна была очищена. Элфрик предполагает, что наёмники ищут Чашу Начала, ключевой объект в ритуале, предпринятом в первые дни существования Каррег Маха с целью воскрешения Сотис. Элфрик схвачен и обменивается на Чашу, которую Рея неохотно соглашается передать, полагая, что ритуал потерян. Пепельные волки также в частном порядке признаются Байлету, что они потомки тех четырёх человек, которые выполнили ритуал, и Церковь приказала им хранить в тайне их родословные. Выясняется, что Элфрик — вдохновитель, схвативший Пепельных волков и готовящийся использовать Чашу, чтобы воскресить мать Байлета, Ситри, которую он тайно любил. Байлет спасает Пепельных волков, и когда антагонист всё равно пытается провести ритуал, то превращается в монстра и его убивают. Пепельные волки распускаются и им разрешают покинуть Каррег Мах, а четыре члена обещают вернуться, чтобы помочь друг другу и Байлету в случае необходимости.

## Разработка
Изначально Intelligent Systems и Nintendo хотели отменить разработку игр серии Fire Emblem из-за постоянно снижающихся продаж каждой следующей игры франшизы, однако после неожиданного успеха Fire Emblem Awakening для Nintendo 3DS, компании посчитали, что серия всё ещё имеет коммерческую ценность и потому решили разработать следующую часть для домашних консолей, впервые с выпуска Fire Emblem: Radiant Dawn в 2007 году. Разработка концепции Three Houses началась в 2015 году после завершения Fire Emblem Fates для 3DS и команда разработчиков изначально предполагала выпустить ещё одну часть для 3DS, однако вместо началось создание игры Fire Emblem Echoes: Shadows of Valentia, из-за чего производство Three Houses было приостановлено. Затем разработчики узнали о выпуске Nintendo Switch, после чего они решили что Three Houses будет выпущена для домашних консолей. Команда хотела, чтобы игра была самой лучшей и масштабной во всей серии, а из-за решения выпустить её на домашних консолях, разработчики понимали, что их сил будет недостаточно, вследствие чего, было принято решение скооперироваться с компанией Koei Tecmo. Ранее две фирмы сотрудничали во время разработки проекта Fire Emblem Warriors. После консультаций, Intelligent Systems посоветовали работать с группой разработчиков во главе с Ко Сибусавой. Самой большой сложностью для разработчиков было создание первой игры в серии для консоли с высоким разрешением, и команда со стороны Koei Tecmo была глубоко обеспокоена этим аспектом работы. Полноценная работа над Three Houses началась в 2017 году, когда была завершена работа над Shadows of Valentia, а режиссёры Тосиюки Кусакихара от Intelligent Systems и Гэнки Ёкота от Nintendo EPD вернулись, чтобы руководить проектом.
Сценарием к игре занималась группа писателей из Koei Tecmo: Юки Икэно, Рёхэй Хаяси и Мари Окамото. Все трое ранее работали над сценарием серии Dynasty Warriors и были привлечены к разработке Three Houses, чтобы помочь Intelligent Systems в написании сегментов социального взаимодействия в игре. Фабула была написана в духе тёмного фэнтези, затрагивающего серьёзные темы, где события разворачиваются вокруг конфликта трёх сторон. Запись озвучивания заняла три месяца. По оценке Кусакихары, количество реплик в японской версии игры в пять раз превосходило их объём из Fire Emblem Echoes. Разделение игры на две ключевые части со школьными активностями в первой и последующими событиями спустя пять лет во второй, напрямую черпали вдохновение из игры 1996 года, Fire Emblem: Genealogy of the Holy War, а приём, что персонажи были друзьями, когда были молоды и вынуждены сражаться друг с другом в поздние годы, был практически напрямую скопирован из этой игры. Кусакихара также признавался, что на игру оказали влияние китайский роман Троецарствие и его адаптация через серию игр Dynasty Warriors от Koei Tecmo, что произошло после того как Intelligent Systems провели анализ предыдущих сюжетов и дизайна миров, сделанных командой под руководством Ко Сибусавы. Для изначального подзаголовка названия игры, разработчики использовали ёдзидзюкуго означающим времена года и символизирующим четыре пути повествования. Поскольку символизм не получилось успешно передать при переводе на английский, то подзаголовок игры изменили на Three Houses (с англ. — «Три Дома»).
Поскольку команда хотела, чтобы художественный стиль игры отличался от предыдущих частей серии, то сотрудники Intelligent Systems занимались дизайном оружия и мира, а для остальных элементов игры к работе привлекались сторонние художники-фрилансеры. За дизайн персонажей и создание иллюстраций отвечала Тинацу Курахара, которая до этого была известна работой над проектами игр Uta no Prince-sama и Tokyo Twilight Ghost Hunters, где она занималась дизайном главных персонажей. Курахара вела переговоры с Intelligent Systems задолго до начала разработки проекта и решение привлечь её было сделано Кусакихарой, поскольку он посчитал, что у художницы лучше всего получится проиллюстрировать «гламурное аристократическое общество», показанное в игре. Стиль Курахары особенно заметен в причёсках персонажей, которые сильно отличаются от тех, что были у главных героев прошлых частей Fire Emblem. Концепт-арт к игре создал Кадзума Кода, ранее работавший над концепт-артом к Bayonetta 2 и Nier: Automata. Созданием кат-сцен в виде аниме занималась студия Sanzigen, которая известна работой в стиле сел-шейдерной компьютерной анимации, а режиссёром выступил Такаси Сано. За написание музыки отвечали Такэру Канадзаки, Хироки Морисита и композитор Fire Emblem Awakening, Рэи Кондо.
В интервью изданию VG247, Кусакихара и Ёкота заявили, что без помощи Koei Tecmo было бы очень сложно или вообще невозможно выпустить Three Houses в том виде, в котором она дошла до торговых прилавков. Руководители особо отмечали опыт Koei Tecmo в разработке масштабных сражений для серии игр Dynasty Warriors, благодаря чему в Three Houses появилась возможность показывать большое количество персонажей, участвующих в битвах, чего ранее не было в серии Fire Emblem. В то время как Koei Tecmo в основном помогала с решением технических сложностей и программированием, Intelligent Systems занималась дизайном и другими ключевыми моментами разработки. Новый школьный сеттинг позволил команде расширить применение механик ролевых игр за рамки типичных тактических сражений, которые составляли основу серии до этого момента. Аспекты социального взаимодействия прошли через несколько неудачных итераций, пока участники команды не предложили использовать систему с календарём и ограниченным количеством очков взаимодействия, которые игрок может тратить каждый день. Данный вариант понравился разработчикам и остался в финальной версии игры.
Игровая механика с «треугольником вооружения», которая использовалась в большинстве предыдущих игр серии, была заменена на систему навыков использования оружия, поскольку «треугольник» считался излишне стилизованным, а новая система была больше приближена к реальности и вовлекала игрока в принятие решений. Из-за того, что Three Houses должна была стать первой частью серии доступной на домашней консоли за 12 лет, то разработчики считали, что они обязаны создать что-то новое и захватывающее. Некоторыми из таких нововведений стали создание батальонов, оказывающих поддержку в битвах и добавление сегментов с преподавательской деятельностью. Ограничения по времени были предложены Кусакихарой, который был вдохновлён игрой Pikmin. Система улучшения навыков была создана под впечатлением от серии ролевых игр Zill Ơll, разработанных Koei. Изначально команда думала о том, чтобы во второй части повествования у персонажей, между которыми возникали романтические отношения, появлялись бы дети, как это было в Genealogy of the Holy War и этот приём активно использовался в Awakening и Fates, однако от этой идеи отказались, поскольку было решено сделать акцент на взрослении персонажей и платонических взаимоотношениях. Кроме того, Intelligent Systems думала о том, чтобы включить в игру онлайн-функциональность по типу «My Castle» из Fates, но из-за того, что территория монастыря была такой большой, а его история длинной, то разработчики посчитали, что добавление возможности изменить монастырь и поделиться им с другими игроками в интернете, будет ненужным и потому эта идея осталась нереализованной.

## Выпуск
Изначально о разработке новой игры Fire Emblem для Nintendo Switch было объявлено в ходе презентации Nintendo Direct, посвящённой серии и предполагалось, что выпуск состоится в 2018 году. Следующий показ проекта состоялся на презентации во время выставки E3 2018. Заявленная дата выхода была сдвинута на начало 2019 года, однако было объявлено об окончательном названии игры и показан ролик с игровым процессом. В феврале 2019 года, игра снова была представлена на презентации Nintendo Direct в ходе которой были показаны начало игры и детали сюжета, а также объявлено об ещё одном переносе сроков выхода, который, по заверениям разработчиков, сдвинулся на 26 июля 2019 года. Ещё один сюжетный трейлер игры был показан на презентации Nintendo Direct, посвящённой выставке E3 2019, а игровой процесс освещался в рамках шоу Nintendo Treehouse Live.
В июле 2019 года, Nintendo сообщила, что у Three Houses будет сезонный пропуск с загружаемыми обновлениями контента, которые будут выходить до апреля 2020 года. В первой волне DLC, в игру был добавлен режим сложности «Maddening», так как игроки отмечали низкий уровень сложности, даже при игре на самом трудном уровне «Hard». Кроме того, в игру были добавлены различные косметические опции и заменено озвучивание Байлета: вместо Криса Ниоси голосом персонажа стал Зак Агуйлар, поскольку Ниоси оказался втянут в скандал с эмоциональным и физическим насилием в отношении коллег, а также нарушил договор о нераспространении с Nintendo о его исполнении роли Байлета. В последующих волнах обновлений, в Three Houses были добавлены новые игровые персонажи, дополнительные активности, которыми можно было заниматься в стенах монастыря, а также сюжетная линия «Пепельные Тени».

## Отзывы
| Сводный рейтинг       | Сводный рейтинг |
| Агрегатор             | Оценка          |
| --------------------- | --------------- |
| GameRankings          | 89,55 %         |
| Metacritic            | 89/100          |
| Иноязычные издания    |                 |
| Издание               | Оценка          |
| Game Informer         | 9,5/10          |
| GameSpot              | 9/10            |
| GamesRadar+           | [ 37 ]          |
| IGN                   | 9,5/10          |
| Nintendo World Report | 8/10            |
| VG247                 | [ 40 ]          |
| Русскоязычные издания |                 |
| Издание               | Оценка          |
| 3DNews                | 7/10            |
| Riot Pixels           | 78 %            |
| «Канобу»              | 8/10            |
| «НИМ»                 | 8,6/10          |

Fire Emblem: Three Houses получила в основном положительные отзывы. Средняя оценка на агрегаторе Metacritic составила 89/100 баллов и по итогам года, игра заняла четвёртое место в списке самых лучших на Nintendo Switch в 2019 году и самой высокооценённой среди эксклюзивов, вышедших на консоли.
Все четыре рецензента японского журнала Famitsu похвалили игру, один из них присудил игре наивысшую оценку 10, тогда как трое других поставили 9 баллов. Обозреватель Eurogamer, Мартин Робинсон посчитал, что «игра действительно состоит из двух частей, но они подходят друг к другу, благодаря чему получается невероятное целое». Кимберли Уоллейс в своей статье на Game Informer похвалила амбиции проекта и желание разработчиков взять на себя риски с изменением традиционной формулы серии и выразила своё изумление с желанием снова начать новую игру после окончания первого прохождения. Арон Гарст с сайта GamesRadar дал Three Houses наивысшую оценку, отметив что игра продолжала держать интерес к персонажам, а к основным недостаткам игрового процесса была отнесена низкая сложность.
Калли Плагг в своей статье для GameSpot выразила неудовольствие тем, что для полного раскрытия сюжета необходимо несколько раз проходить игру, но тем не менее она похвалила сюжет и игровой процесс, посчитав, что «этот тот тип игр, которые сложно отложить в сторону даже после их завершения». Рецензент IGN, Брендан Граэбер посчитал, что глубина проработки персонажей и возможностей тактических сражений стоит того, чтобы повторно проходить игру. Критик особо отметил повествование, которое он посчитал лучшим, чем в Fire Emblem Fates. Обозреватель Nintendo World Report, Даан Купман отметил, что несмотря на разочаровывающие финалы некоторых из актов, общая структура подачи сюжета и игровой процесс поддерживали интерес продолжать играть.
В целом, сценарий игры удостоился положительной оценки журналистами, которые отмечали серьёзное и амбициозное повествование и сильное взаимодействие персонажей между собой, а также хвалили за необходимость принимать сложные решения в первой части кампании. Оба варианта игрового процесса со сражениями и преподавательской деятельностью также были хорошо встречены и многие отмечали, что введение социальных элементов взаимодействия — это шаг в правильном направлении. Графика игры получила смешанные отзывы: рецензенты посчитали, что она является низкокачественной, хотя художественный стиль при этом является выдающимся. Музыкальное сопровождение и озвучивание, журналисты оценили сильно положительно в обеих версиях.

## Продажи
В течение первой недели продаж в Японии, было реализовано 143 130 экземпляров Fire Emblem: Three Houses, что сделало проект бестселлером. Также в течение первой недели продаж, Three Houses стала бестселлером среди игр на физических носителях в Великобритании, так как через розницу было продано в два раза больше копий игры, чем у ближайшего конкурента, шутера Wolfenstein: Youngblood. Агентство SuperData Research подсчитало, что в месяц выхода игры в июле 2019 года, через электронный магазин Nintendo eShop было продано 800 000 цифровых копий Three Houses. В августе 2019 года, компания NPD Group, при учёте реализации только физических коробок с игрой, поставила Fire Emblem: Three Houses на второе место по продажам, среди игр вышедших в июле. На март 2020 года, по всему миру было продано 2,87 миллиона экземпляров игры.

## Влияние
Вскоре после выхода, персонажи из Three Houses были добавлены в игру Fire Emblem Heroes. В январе 2020 года геймдизайнер Масахиро Сакураи объявил, что Байлет станет бойцом в файтинге-кроссовере Super Smash Bros. Ultimate. В результате, персонаж стал доступен в файтинге, после выхода загружаемого дополнения 28 января 2020 года. И мужская, и женская версия персонажа могут использоваться в качестве бойца, чьи атаки используют одно из четырёх вооружений из игры. Вместе с дополнением, в игру была добавлена арена Каррег Мах и одиннадцать музыкальных треков из Three Houses.